# سرود ملی کانادا
ای کانادا سرود ملی کانادا است. سرود ملی این کشور دو نسخه دارد. به این معنی که با یک موسیقی مشترک، در هر یک از دو زبان انگلیسی و فرانسوی، دارای متنی (شعر) جداگانه است که تقریباً مفهومی یکسان دارند. آهنگساز این سرود کالیکسا لاواله است.